# هوراس جولد
هوراس جولد (بالإنجليزية: H. L. Gold)‏ (و. 1914 – 1996 م) هو مؤلف، وروائي، وكاتب، وكاتب خيال علمي من كندا، والولايات المتحدة، ولد في مونتريال، توفي عن عمر يناهز 82 عاماً.

## روابط خارجية
- هوراس جولد على موقع الموسوعة البريطانية (الإنجليزية)